# Thomas Stephan
Thomas Stephan (* 20. August 1970 in Neustadt an der Weinstraße) ist ein deutscher Politiker (AfD). Er zog über Listenplatz fünf der AfD Rheinland-Pfalz in den 21. Deutschen Bundestag ein.

## Leben
Thomas Stephan wurde als jüngstes Kind des Arbeiters Heinrich Josef Stephan und seiner Frau Martha Stephan in Neustadt an der Weinstraße geboren. Stephan besuchte die Georg-von-Neumayer Realschule plus in Neustadt an der Weinstraße. Danach schloss er eine Handwerkslehre zum Elektromechaniker ab. Von 1991 bis 1995 war er Zeitsoldat. Seit 1996 ist er selbständig, zuletzt im Versicherungs- und Finanzdienstleistungsbereich.
Er ist verheiratet und hat zwei Kinder.
Thomas Stephan schrieb mehrere Fachbücher, darunter Die Versorgung(-sfallen) des GmbH-Geschäftsführer: Wie sich ein GmbH-Geschäftsführer optimal versichert und Zielgruppenanalyse „Rechtsanwälte“-Status, Bedarf und Lösungen-Chancen zur Spezialisierung.

## Politische Karriere
Stephan trat 2016 in die AfD ein und war 2018 Mitbegründer des AfD Ortsverbandes Haßloch. Er trat 2019 bei der Kommunalwahl auf Listenplatz 2 an und wurde daraufhin Fraktionsvorsitzender der AfD im Gemeinderat Haßloch. Ein Jahr später 2020 trat er bei der Landtagswahl als Ersatzkandidat für den Direktkandidaten Peter Stuhlfauth im damaligen Wahlkreis Neustadt, Haßloch, Verbandsgemeinde Lambrecht an.
2021 war Stephan Direktkandidat für die Bundestagswahl im Wahlkreis 207: Neustadt – Speyer. Seit 2022 ist er Kreisvorsitzender des AfD-Kreisverband Bad Dürkheim. Bei der rheinland-pfälzischen Kommunalwahl 2024 zog Thomas Stephan erneut in den Gemeinderat Haßloch und erstmals in den Kreistag Bad Dürkheim ein, wo er – ebenso wie im Gemeinderat – Fraktionsvorsitzender wurde.
Im Rahmen des Bundestagswahlkampf 2025 untersagte ihm die Band „Die anonyme Giddarischde“ die Verwendung des Halbsatzes „Ich riech die Lewwerworschd so gern“, der aus einem Lied stamme. Stephan änderte daraufhin seinen Wahlkampfspruch in „Ich ess die Lewwerworschd so gern“ ab. Durch die überörtliche Berichterstattung wurde er bekannt.
Stephan errang daraufhin bei dem Landeslistenparteitag der rheinland-pfälzischen AfD den Listenplatz 5. Über diesen zog er dann bei der vorgezogenen Bundestagswahl 2025 in den Bundestag ein.